# Соколов, Игорь Александрович
Игорь Александрович Соколов (род. 2 января 1958, Уфа, РСФСР, Башкирская АССР, СССР) — советский стрелок по движущимся мишеням, Олимпийский чемпион. Заслуженный мастер спорта СССР (1980). Судья всесоюзной категории по пулевой стрельбе (1988). Заслуженный тренер России (1995).

## Биография
Родился 2 января 1958 года Уфе.
Выступал за уфимскую команду «Буревестник». В Уфимском нефтяном институте получил специальность инженера, а тренерскую специальность — в 1989 году по окончании Воронежского института физической культуры.
В 1978—1988 годах входил в состав советской стрелковой сборной. С 1985 года был старшим тренером Спорткомитета России, в настоящее время работает старшим тренером сборной России по стрельбе.

## Спортивные достижения
- чемпион Олимпийских игр
- чемпион мира (1979)
- серебряный призёр чемпионата мира (1971)
- чемпион Европы (1979)
- двукратный чемпион СССР (1978, 1980)
- рекордсмен Олимпийских игр
- двукратный рекордсмен мира и Европы

## Награды
- орден «Знак Почёта» (1980)
- орден Дружбы народов (1985)